# تیرمژگان قادین
تیرمژگان قادین (ترکی عثمانی: تیرمژکان قادین؛ ۱۶ اوت ۱۸۱۹ – ۳ اکتبر ۱۸۵۲) همسر عبدالمجید یکم سلطان امپراتوری عثمانی بود.